# Pectenocypris korthausae
Pectenocypris korthausae är en fiskart som beskrevs av Maurice Kottelat 1982. Pectenocypris korthausae ingår i släktet Pectenocypris och familjen karpfiskar. Inga underarter finns listade i Catalogue of Life.